# Matthias Maurer
Matthias Josef Maurer (St. Wendel, 18 maart 1970) is een Duits ruimtevaarder van de ESA. Maurers eerste ruimtevlucht was SpaceX Crew-3 en vond plaats op 11 november 2021. Hiermee werd hij de 600e persoon in de ruimte.
Sinds juli 2015 is Maurer lid van het Europees astronautenkorps. In totaal heeft hij één ruimtevlucht op zijn naam staan naar het Internationaal ruimtestation ISS. In opdracht van NASA bracht SpaceX vier astronauten naar het ruimtestation. Hij is de tweede astronaut van ESA die aan het Commercial Crew-programma van NASA meedoet. 